# Йоганн Даніель Тіціус
Йо́ганн Да́ніель Ті́ціус (нім. Johann Daniel Titius Von Wittenberg; 2 січня 1729 — 11 грудня 1796) — німецький астроном, фізик, біолог і професор у Віттенбергу.
Народився 2 січня 1729 року в Коніці, у той час — Королівська Пруссія, феодальне володіння Корони Королівства Польського; нині Хойниці, Польща, у сім'ї Якоба Тітца (Jakob Tietz), купця і члена міської ради Коніца, та Марії Доротеї (Maria Dorothea), уродженої Ганов (Hanow). Його справжнє ім'я — Йоганн Тітц, але, як було заведено у XVIII столітті, Даніель, ставши університетським професором, латинізував своє прізвище і змінив його на Тіціус.
Здобув освіту в Лейпцизькому університеті (1749—1752), займався астрономією, фізикою та біологією, класифікував рослини, тварини і мінерали. Від 1756 року професор Віттенберзького університету.
Тіціус помер у Віттенберзі, курфюрство Саксонія, 11 грудня 1796 року.

## Астрономія
Тіціус найбільше відомий тим, що виявив емпіричну закономірність відстаней планет від Сонця залежно від їхніх номерів (1766), яку 1772 року підтвердив Йоганн Боде, — так зване правило Тіціуса — Боде.
Тіціус сформулював це правило 1766 року, коли додав своє математичне спостереження щодо відстаней між планетами в німецький переклад книги Шарля Бонне «Споглядання природи». Воно передбачало, що на відстані 2,8 а.  о. від Сонця має розташовуватися орбіта ще не відкритої планети. 1801 року саме в цій зоні відкрито космічне тіло, відоме нині як Церера.
Почасти завдяки правилу Тіціуса — Боде перші чотири космічні тіла, знайдені приблизно в тій самій ділянці (у поясі астероїдів) спершу вважали повноцінними планетами. Після 15-річної перерви такі космічні тіла почали відкривати дедалі частіше, і врешті-решт Цереру разом з ними усіма перекваліфіковано в астероїди. Завдяки своїй сферичній формі Церера 2006 року отримала статус карликової планети.
Правило Тіціуса — Боде доволі точно передбачило відстань до Урана, відкритого 1781 року Вільямом Гершелем, але для Нептуна і особливо Плутона правило виявилося недостатньо точним. Великий вплив це правило справило на організацію пошуку й відкриття малих планет — астероїдів.

## Фізика
Тіціус опублікував низку праць у галузі фізики, як-от набір умов і правил для проведення експериментів. Особливо його цікавила термометрія. 1765 року він представив огляд тогочасної термометрії. Він писав про металевий термометр, сконструйований Ганнсом Лезером (Hanns Loeser). У своїх трактатах з теоретичної та експериментальної фізики він використовував результати досліджень інших вчених, зокрема описи експериментів, написані Георгом Вольфгангом Крафтом (Georg Wolfgang Kraft) 1738 року.

## Біологія
Тіціус активно займався біологією, зокрема класифікацією організмів і мінералів. На його роботу в галузі біології вплинула робота Карла Ліннея Lehrbegriff der Naturgeschichte Zum ersten Unterrichte, його найдокладніша публікація з біології, присвячена систематичній класифікації рослин, тварин і мінералів, а також елементарних речовин — ефіру, вогню, повітря, води й землі.

## Пам'ять
На честь ученого названі астероїд 1998 Тіциус і місячний кратер Тіціус на зворотному боці Місяця.